# Darf ich Petruschka zu dir sagen?
 Darf ich Petruschka zu dir sagen? ist ein deutscher Spielfilm aus dem DEFA-Studio für Spielfilme von Karl-Heinz Heymann aus dem Jahr 1981.

## Handlung
Peter stand mit acht Jahren das erste Mal auf einer Bühne, legte mit 18 Jahren das Staatsexamen als Tänzer ab und blickt nach weiteren 20 Jahren zurück auf sein bisheriges Leben.
Nachdem er an einem Theater in der DDR seinen Aufhebungsvertrag unterschrieben hat, um einen neuen Anfang zu wagen, fährt er nach Berlin, tanzt hier bei der Komischen Oper vor und wird engagiert. Beim Tanztraining lernt er Charlotte kennen, in die er sich verliebt. Als sie ihn fragte, ob sie zu ihm Petruschka sagen darf war klar, dass sie ihn auch liebt. Es dauert nicht lange und beide bekommen eine Altbauwohnung, die sie nach der Renovierung beziehen. Zwei Jahre später erfährt Peter, dass er auf Grund seiner guten Leistungen einen neuen, besseren Vertrag erhält und Charlotte eröffnet ihm, dass sie ein Kind erwartet.
Nach der Geburt ihres Sohnes arbeiten sie wieder gemeinsam und werden immer erfolgreicher, so dass sie auch an internationalen Wettbewerben teilnehmen. Doch die viele Arbeit übersteigt Charlottes Kräfte, sie erkrankt bis hin zum psychischen Zusammenbruch. Während ihres Aufenthalts im Krankenhaus schreiben sich beide Briefe, in denen sie sich ihrer Liebe versichern. Peter renoviert die Wohnung, arbeitet sehr viel und kümmert sich um das Kind. Die erste Premiere nach ihrer Gesundung wird ein großer Erfolg. Doch jetzt ist es Peter, der merkt, dass ihm das Tanzen immer schwerer fällt. Deshalb kündigt er seinen Vertrag mit dem Theater zum Ende der Saison.
Einen großen Teil des Films nehmen folgende Ballett-Ausschnitte ein:
- Alltag der Venus (Günther Fischer)
- Alptraum einer Ballerina (Siegfried Matthus)
- Die schlecht behütete Tochter (Ferdinand Hérold)
- La Mer (Claude Debussy)
- Romeo und Julia (Sergei Prokofjew)
- Schwarze Vögel (Georg Katzer)
- Undine (Hans Werner Henze)
- Variation modern (Günther Fischer)

## Produktion und Veröffentlichung
Darf ich Petruschka zu dir sagen? wurde von der Künstlerischen Arbeitsgruppe „Roter Kreis“ unter dem Arbeitstitel Jahreszeiten auf ORWO-Color gedreht und hatte seine Uraufführung im Rahmen der XXV. Berliner Festtage am 8. Oktober 1981 im Berliner Kino International. Im Fernsehen der DDR wurde der Film das erste Mal am 7. Oktober 1982 im 2. Programm gezeigt.
Für das Szenarium waren Frank Bey und Karl-Heinz Heymann verantwortlich und die Dramaturgie lag in den Händen von Dorothea Richter. Es tanzten Mitglieder des Fernsehballetts der DDR und des Tanztheaters der Komischen Oper Berlin. Für die Choreographie war Olga Lepeschinskaja zuständig.
Die Außenaufnahmen wurden in Berlin im Tunnel am S-Bahnhof Zentralviehhof, am Weißen See und in der Pankower Berliner Straße gedreht.

## Synchronisation
| Rolle | Darsteller    | Synchronsprecher |
| ----- | ------------- | ---------------- |
| Peter | Frank Bey     | Thomas Wolff     |
| Lotte | Hannelore Bey | Ursula Werner    |

## Kritik
In der Berliner Zeitung schrieb Günter Sobe:

„Es tanzen und spielen in den Hauptpartien Hannelore und Frank Bey. Die Kamera weiß das eindrucksvoll einzufangen, und in der Möglichkeit, damit nun auf ‚Tournee‘ bis ins entfernteste Dorf gehen zu können, liegt wohl auch der größtmögliche Gewinn, den der Film birgt.“

Im Neuen Deutschland schrieb Horst Knietzsch:

„… obwohl wir einigen großen Künstlern begegnen, einige der schönsten Originalchoreographien der Komischen Oper erleben, ein Ballettfilm im eigentlichen speziellen Sinne ist ‚Petruschka‘ nicht. Es ist vielmehr ein Film über Menschen, die ihr Leben nicht verleben, die mit Hingabe einem hohen ethischen Ziel dienen, denen Erfolg nicht in den Schoß fällt, sondern die hart dafür arbeiten.“

In seiner Kritik in der Neuen Zeit meinte Helmut Ullrich:

„Doch eins fehlt dem Film, für dessen Drehbuch der Regisseur und Frank Bey gemeinsam verantwortlich zeichnen — eine tragfähige Handlung. Nur Skizzen dazu, nur unterspielte persönliche Konflikte bei der Geschichte von den beiden jungen Tänzern Peter und Charlotte, von deren Liebe und Ehe, von ihren gemeinsamen Erfolgen. Nur Andeutungen davon, wie schwierig es ist, einen Künstlerberuf (und einen so anstrengenden, so enorm fordernden noch dazu) mit einem normalen glücklichen Familienleben zu vereinen.“

Das Lexikon des internationalen Films schreibt, dass es sich bei dem Erstlingsfilm des Regisseurs um Wunschträume und Alltagswirklichkeit, Lebenseinsichten und Lebenserfahrungen eines berühmten Tänzer-Ehepaares in einem eigenwilligen Künstlerporträt handelt, das zahlreiche Ballettszenen der Komischen Oper Berlin in die Handlung integriert.